# Arriana
Arriana (tiếng Hy Lạp: ?) là một khu tự quản ở vùng Đông Makedonías-Thrace, Hy Lạp. Khu tự quản Arriana có diện tích 771 km², dân số theo điều tra ngày 18 tháng 3 năm 2001 là 18259 người.